# جلالیه (اردبیل)
جلالیه یک روستا در ایران است که در استان اردبیل واقع شده‌است.